# یواس‌اس کانزاس (بی‌بی-۲۱)
یواس‌اس کانزاس (بی‌بی-۲۱) (به انگلیسی: USS Kansas (BB-21)) یک کشتی بود که طول آن ۴۵۶٫۳ فوت (۱۳۹٫۱ متر) بود. این کشتی در سال ۱۹۰۵ ساخته شد.